# New Market (Alabama)
 New Market, Alabama és una concentració de població designada pel cens dels Estats Units a l'estat d'Alabama. Segons el cens del 2000 tenia 1.864 habitants.

## Demografia
Segons el cens del 2000, New Market tenia 1.864 habitants, 692 habitatges, i 534 famílies. La densitat de població era de 41,8 habitants/km².
Dels 692 habitatges en un 38% hi vivien nens de menys de 18 anys, en un 61,7% hi vivien parelles casades, en un 10,8% dones solteres, i en un 22,8% no eren unitats familiars. En el 19,1% dels habitatges hi vivien persones soles el 6,8% de les quals corresponia a persones de 65 anys o més que vivien soles. El nombre mitjà de persones vivint en cada habitatge era de 2,67 i el nombre mitjà de persones que vivien en cada família era de 3,05.
Per edats la població es repartia de la següent manera: un 26,1% tenia menys de 18 anys, un 8,3% entre 18 i 24, un 35,2% entre 25 i 44, un 19,5% de 45 a 60 i un 10,9% 65 anys o més.
L'edat mediana era de 35 anys. Per cada 100 dones hi havia 101,3 homes. Per cada 100 dones de 18 o més anys hi havia 101,3 homes.
La renda mediana per habitatge era de 42.985 $ i la renda mediana per família de 46.696 $. Els homes tenien una renda mediana de 36.204 $ mentre que les dones 18.188 $. La renda per capita de la població era de 18.799 $. Aproximadament el 7,5% de les famílies i l'11,2% de la població estaven per davall del llindar de pobresa.

## Poblacions properes
El següent diagrama mostra les poblacions més properes.